# Bernard le Veau
Pour les articles homonymes, voir Bernard II.
Bernard le Veau († 872) a été évoqué comme comte d'Autun au IXe siècle de la famille des Nibelungides, fils de Childebrand III et de Dunna.
Sujet contesté : d'après wikipedia , voir Bernard II et Bernard de Rouergue pour plus de précisions.

## Biographie
Le roi Louis II le Bègue lui confie le comté d'Autun en 868, quand lui-même devient roi d'Aquitaine. Mais Bernard le Veau est tué en 872 par Bernard Plantevelue, comte d'Auvergne.